# Bambus (napitak)
Bambus je alkoholni napitak (mješavina) od crnog vina i cole u raznim omjerima. U raznim dijelovima svijeta nosi razne nazive kao što su primjerice u Španjolskoj calimocho, vadász u Mađarskoj, houba u Češkoj, Korea u Njemačkoj, jote u Čileu, motorina u Rumunjskoj, Catemba u JAR-u i dr.

### Sastojci Bambusa
- crno vino
- cola
- led

### Priprema
Bambus se lako i brzo priprema. Uzmite highball čašu i u nju stavite malo leda, zatim napunite pola čaše s crnim vinom, a potom napunite drugu polovicu s colom. Bambus se uvijek servira hladan.

## Nastanak
Bambus je navodno nastao u Španjolskoj 1972. godine, u baskijskom mjestu Algorta. Tijekom jedne lokalne zabave, na jednom od štandova ustanovili su kako su nabavili djelomično ukiseljeno vino. Da mu poprave okus odlučili su ga pomiješati s nečime. Cola je bila prva "pri ruci". Kako se mješavina svidjela gostima, piće su imenovali prema nadimcima dvojice "koktel majstora" koji su to smiješali. Jednom je nadimak bio Kalimero, a drugom Motxo te su piće prozvali Kalimotxo (calimocho).